# Captains Cove
Captains Cove – jednostka osadnicza w Stanach Zjednoczonych, w stanie Wirginia, w hrabstwie Accomack, nad Oceanem Atlantyckim.